# Litosphingia minettii
Litosphingia minettii là một loài bướm đêm thuộc họ Sphingidae. Loài này có ở Malawi và Tanzania.
Chiều dài cánh trước khoảng 23.5–25 mm. Nó tương tự như Litosphingia corticea, nhưng cánh trước ngắn hơn và tròn hơn, cánh sau cũng tương tự.